# Belmiro de Azevedo
Pour les articles homonymes, voir Azevedo.
Belmiro Mendes de Azevedo, né le 17 février 1938 à Marco de Canaveses au Portugal et mort le 29 novembre 2017 à Porto, est un entrepreneur portugais.
Classé par le magazine Forbes comme le 1 121e homme plus riche de la planète, sa fortune est estimée à 2,3 milliards d'euros. Il est le principal actionnaire et président du conseil d'administration du groupe Sonae, de Sonae Indústria, et d'Efanor Investimentos.
il fonda la société Sonae en 1959, qui produisait initialement des stratifiés décoratifs avant de se diversifier dans les supermarchés. La société a vendu pour 8 milliards de dollars et est maintenant le premier détaillant au Portugal et propriétaire des supermarchés Modelo Continente.

## Biographie
Fils de menuisier et aîné de huit frères, Belmiro de Azevedo commence à travailler très tôt pour pouvoir payer ses études d'ingénieur chimique. Il poursuit ses études à l'université de Porto d'où il sort diplômé en 1964, puis rejoint le producteur de panneaux décoratifs Sonae en 1965 en qualité de directeur de la recherche et développement.
Berlmiro de Azevedo devient CEO de l'entreprise en 1967 après être parvenu à rendre l'entreprise profitable. Dans les années 1980, il acquiert la majorité des actions de Sonae, et diversifie son groupe dans plusieurs secteurs, avec notamment la création de l'enseigne de grande distribution Continente. Le groupe s'est développé dans le tourisme, l'hôtellerie, la construction, et la presse avec le journal Público,. Sonae détient également 69% de Promodès Portugal. En 1998, Forbes estime sa fortune à $2,1 milliards de dollars.
En 2007, Berlmiro de Azevedo cède son siège de CEO de Sonae à son fils Paulo, et conserve son poste de président du groupe jusqu'en 2015.

## Distinctions
- Grand-croix de l'ordre de l'Infant Dom Henri